# Miami-Dade Fire Rescue Department
Das Miami-Dade Fire Rescue Department (MDFR) ist eine in 29 Gemeinden des Miami-Dade County zuständige Berufsfeuerwehr. Das Operationsgebiet beträgt ungefähr 4.900 km² in dem für die Sicherheit von 2.700.000 Einwohnern gesorgt wird. Jährlich kommt es hierbei zu rund 260.000 Einsätzen.
Die Hauptaufgaben des MFDR sind die Brandbekämpfung, Technische Hilfeleistung und der Rettungsdienst. Zudem verfügt es über Einheiten für die Luftrettung, Urban Search and Rescue (USAR), Search and Rescue (SAR) und den Umgang mit gefährlichen Tieren.

## Geschichte
Anfang der 1980er Jahr begann das Miami-Dade Fire Rescue Department in Zusammenarbeit mit dem Office of Foreign Disaster Assistance (OFDA) damit, eine professionelle Urban-Search-and-Rescue-Einheit aufzustellen. 1991 wurde die Einheit in ein von der Federal Emergency Management Agency (FEMA) koordinierten Verbund von USAR-Einheiten aufgenommen, die bei Katastrophen, wie Erdbeben, Überflutungen und Tornados zum Einsatz kommen.